# Neodimio
El neodimio es un elemento químico cuyo símbolo es Nd y su número atómico es 60. 
Es el cuarto miembro de la serie de los lantánidos y se considera uno de los metales de tierras raras.
A la temperatura ambiente, se encuentra en estado sólido. Es un metal duro, ligeramente maleable, plateado, que se empaña rápidamente en el aire y la humedad. Cuando se oxida, el neodimio reacciona rápidamente para producir compuestos de color rosa, púrpura/azul y amarillo en los estados de oxidación +2, +3 y +4. Generalmente se considera que tiene uno de los espectros más complejos de los elementos. El neodimio fue descubierto en 1885 por el químico austriaco Carl Auer von Welsbach, que también descubrió el praseodimio. Está presente en cantidades significativas en los minerales monacita y bastnasita. El neodimio no se encuentra de forma natural en forma metálica o sin mezclar con otros lantánidos, y suele refinarse para su uso general. El neodimio es bastante común -aproximadamente tan común como el cobalto, el níquel o el cobre- y está ampliamente distribuido en la corteza de la Tierra. La mayor parte del neodimio comercial del mundo se extrae en China, al igual que muchos otros metales de tierras raras.
Los compuestos de neodimio se utilizaron comercialmente por primera vez como tintes de vidrio en 1927 y siguen siendo un aditivo popular. El color de los compuestos de neodimio proviene del ion Nd3+ y suele ser de color púrpura rojizo, pero cambia con el tipo de iluminación, debido a la interacción de las bandas de absorción de luz nítidas del neodimio con la luz ambiental. enriquecido con las nítidas bandas de emisión visibles de mercurio, europio trivalente o terbio. Los vidrios dopados con neodimio se utilizan en láseres que emiten infrarrojos con longitudes de onda entre 1047 y 1062 nanómetros. Estos láseres se han utilizado en aplicaciones de potencia extremadamente alta, como experimentos de fusión por confinamiento inercial. El neodimio también se usa con varios otros cristales sustrato, como el granate de itrio y aluminio en el láser Nd-YAG.
El neodimio se usa en las aleaciones con las que se fabrican imanes de neodimio de alta resistencia, un tipo de poderosos imanes permanentes. Estos imanes se utilizan ampliamente en productos como micrófonos, parlantes profesionales, auriculares de oído, motores eléctricos de corriente continua de alto rendimiento para aficionados y discos duros de computadora, donde se requieren imanes de poco volumen y campos magnéticos fuertes. Los imanes de neodimio de mayor tamaño se utilizan en motores eléctricos con una elevada relación potencia-peso (por ejemplo, en coches híbridos) y generadores (por ejemplo, para aviones y generadores eléctricos de turbinas eólicas).

## Historia
El neodimio fue descubierto por Carl Auer von Welsbach, un químico austríaco, en Viena en el año 1885. Separó el neodimio, así como el praseodimio, de un material denominado didimio por medio de análisis espectroscópicos. Sin embargo, este metal no fue aislado antes de 1925. El nombre neodimio proviene de las palabras griegas neos didymos, que significan nuevo gemelo (neos, nuevo) (didymos, gemelo). El praseodimio y el neodimio se descubrieron juntos y por eso se les llamó gemelos; a este se le llamó nuevo ya que al otro se le había dado el nombre de gemelo verde.
El neodimio actualmente es obtenido por un proceso de intercambio iónico de la arena monacita ((Ce, La, Th, Nd, Y) PO4), un material rico en tierras raras, y por electrólisis de sus haluros.

## Características
Es una tierra rara que compone el metal de Misch aproximadamente en proporción del 18 %, siendo una de las tierras raras más reactivas. Posee un brillo metálico-plateado y brillante. Oscurece rápidamente al contacto con el aire formando un óxido. Pertenece a la familia de los elementos de transición interna y contiene en su forma estable 60 electrones y su isótopo más conocido es Nd-142.

### Propiedades físicas
El neodimio es el cuarto miembro de la serie de los lantánidos. Tiene un punto de fusión de 1024 °C (1875,2 °F) y un punto de ebullición de 3074 °C (5565,2 °F). El neodimio metálico tiene un lustre metálico brillante y plateado.
El neodimio existe comúnmente en dos formas alotrópicas, con una transformación de una estructura doble hexagonal a una estructura cúbica centrada en el cuerpo que tiene lugar a unos 863 °C. El neodimio, como la mayoría de los lantánidos, es paramagnético a temperatura ambiente y se convierte en un material antiferromagnético al enfriarse a 20 Kelvin (−253,2 °C).
Es un metal de tierras raras que estaba presente en el clásico metal de Misch en una concentración de alrededor del 18 %. Para fabricar imanes de neodimio, se alea con hierro, produciendo un compuesto ferromagnético.

### Configuración electrónica
En la tabla periódica, aparece entre los lantánidos praseodimio a su izquierda y el elemento radiactivo prometio a su derecha, y encima del actínido uranio. Sus 60 electrones están dispuestos en la configuración [Xe]4f46s2. Como la mayoría de los otros metales en la serie de los lantánidos, el neodimio generalmente solo usa tres electrones como electrones de valencia, ya que luego los electrones 4f restantes están fuertemente unidos: esto se debe a que los orbitales 4f penetran más a través del núcleo inerte xenón de electrones para el núcleo, seguido por 5d y 6s, y esto aumenta con mayor carga iónica. El neodimio aún puede seguir perdiendo un cuarto electrón porque se encuentra temprano en los lantánidos, donde la carga nuclear aún es lo suficientemente baja y la energía de la subcapa 4f es lo suficientemente alta como para permitir la eliminación de más electrones de valencia.

### Propiedades químicas
El neodimio, como otros lantánidos, suele tener el estado de oxidación +3, pero también puede formarse en los estados de oxidación +2 y +4 e incluso, en condiciones muy raras, +0. El neodimio metálico se oxida rápidamente en condiciones ambientales, formando una capa de óxido como el óxido del hierro que se desprende y expone el metal a una mayor oxidación; una muestra de neodimio del tamaño de un centímetro se corroe completamente en aproximadamente un año. Al igual que su vecino el praseodimio, se quema fácilmente a unos 150 °C para formar óxido de neodimio(III); el óxido se desprende, exponiendo el metal a la oxidación posterior:
4Nd + 3O
2 → 2Nd
2O
3
El neodimio es un elemento bastante electropositivo, y reacciona lentamente con agua fría, o rápidamente con agua caliente, para formar hidróxido de neodimio(III):
2Nd (s) + 6H
2O (l) → 2Nd(OH)
3 (aq) + 3H
2 (g)
El neodimio metálico reacciona vigorosamente con todos los halógenos estables:[cita requerida]
2Nd (s) + 3F
2 (g) → 2NdF
3 (s) [una sustancia violeta]
2Nd (s) + 3Cl
2 (g) → 2NdCl
3 (s) [una sustancia de color violeta]. [una sustancia de color malva]
2Nd (s) + 3Br
2 (g) → 2NdBr
3 (s) [una sustancia violeta]. [una sustancia de color violeta]
2Nd (s) + 3I
2 (g) → 2NdI
3 (s) [una sustancia verde]. [a green substance]
El neodimio se disuelve fácilmente en ácido sulfúrico diluido para formar soluciones que contienen el ion lila Nd(III). Estos existen como complejos [Nd(OH2)9]3+:

## Grados de neodimio
Los imanes de neodimio se clasifican según el material con el que esté combinado (N35, N38, N42, N38SH...). Como regla general, cuanto más alto es el grado (el número que sigue a la “N "), más fuerte es el imán. El grado más alto de dicho imán, actualmente, es el N52. Las letras que siguen este grado, pertenecen al grado de temperatura del imán. Si no sigue ninguna letra, quiere decir que la temperatura del imán es la estándar. Algunos grados de temperatura pueden ser: - M - H - SH - UH - EH.

## Compuestos
Los compuestos de neodimio incluyen:
- Fluoruros
  - NdF3
- Cloruros
  - NdCl2
  - NdCl3
- Bromuros
  - NdBr2
  - NdBr3
- Ioduros
  - NdI2
  - NdI3
- Óxidos
  - Nd2O3
- Sulfuros
  - NdS
  - Nd2S3
- Seleniuros
  - NdSe
- Teluros
  - NdTe
  - Nd2Te3
- Nitruros
  - NdN

## Isótopos
El neodimio natural está compuesto por 5 isótopos estables: 142Nd, 143Nd, 145Nd, 146Nd y 148Nd, siendo el más abundante (con un 27.2 %) el 142Nd, y dos radioisótopos, 144Nd y 150Nd.
Se han caracterizado en total 31 radioisótopos del neodimio, siendo el más estable el 150Nd con un período de semidesintegración (T½) de más de 1.1×1019 años, el 144Nd con uno de 2.29×1015 años, y el 147Nd con uno de 10.98 días. Los demás isótopos radiactivos tienen períodos de semidesintegración por debajo de los 3.38 días, y la mayoría son inferiores a los 71 segundos.
Este elemento también presenta 4 estados metaestables, siendo los más estables: el 139Ndm (T½ = 5.5 horas), el 135Ndm (T½ = 5.5 minutos) y el 141Ndm (T½ = 62 segundos).
El modo principal de desintegración al isótopo estable más abundante, el 142Nd, es la captura electrónica y el principal modo tras este, es la emisión beta. El principal producto de desintegración del 142Nd es el (praseodimio) y el principal producto siguiente es el (prometio).

## Abundancia y obtención

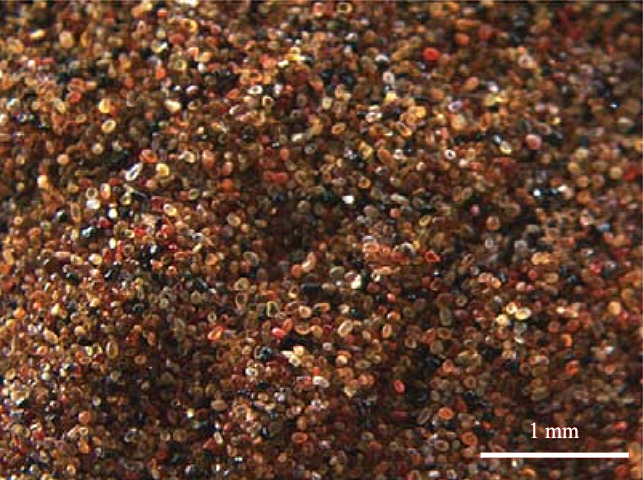
Monacita

El neodimio nunca se encuentra en la naturaleza como elemento libre. Se encuentra en minerales como la arena de monacita ((Ce, La, Th, Nd, Y) PO4) y bastnasita ((Ce, La, Nd, Y) (CO3) F), que presentan en su composición pequeñas cantidades de todos los metales de las tierras raras. También se puede encontrar en el metal de Misch. Es difícil separarlo de otros elementos de las tierras raras. 
La producción de neodimio requiere técnicas complejas de extracción y purificación. Generalmente se extrae de minerales como la bastnasita y la fluocarbonita. Primero, el mineral se trata químicamente y luego, mediante extracción con solventes, se separa el neodimio de otros elementos de tierras raras. Después, se refina aún más mediante métodos de precipitación e intercambio iónico. Finalmente, se utiliza un proceso de reducción para obtener neodimio metálico. 
Actualmente se considera un elemento crítico, dado que es fundamental para la construcción de aerogeneradores y consecuentemente para la transición ecológica (para construir los aerogeneradores necesarios para producir 1000 MW se necesitan 85 toneladas de neodimio) y su producción está concentrada en pocos países, especialmente en China.

## Aplicaciones
Algunas aplicaciones del neodimio:

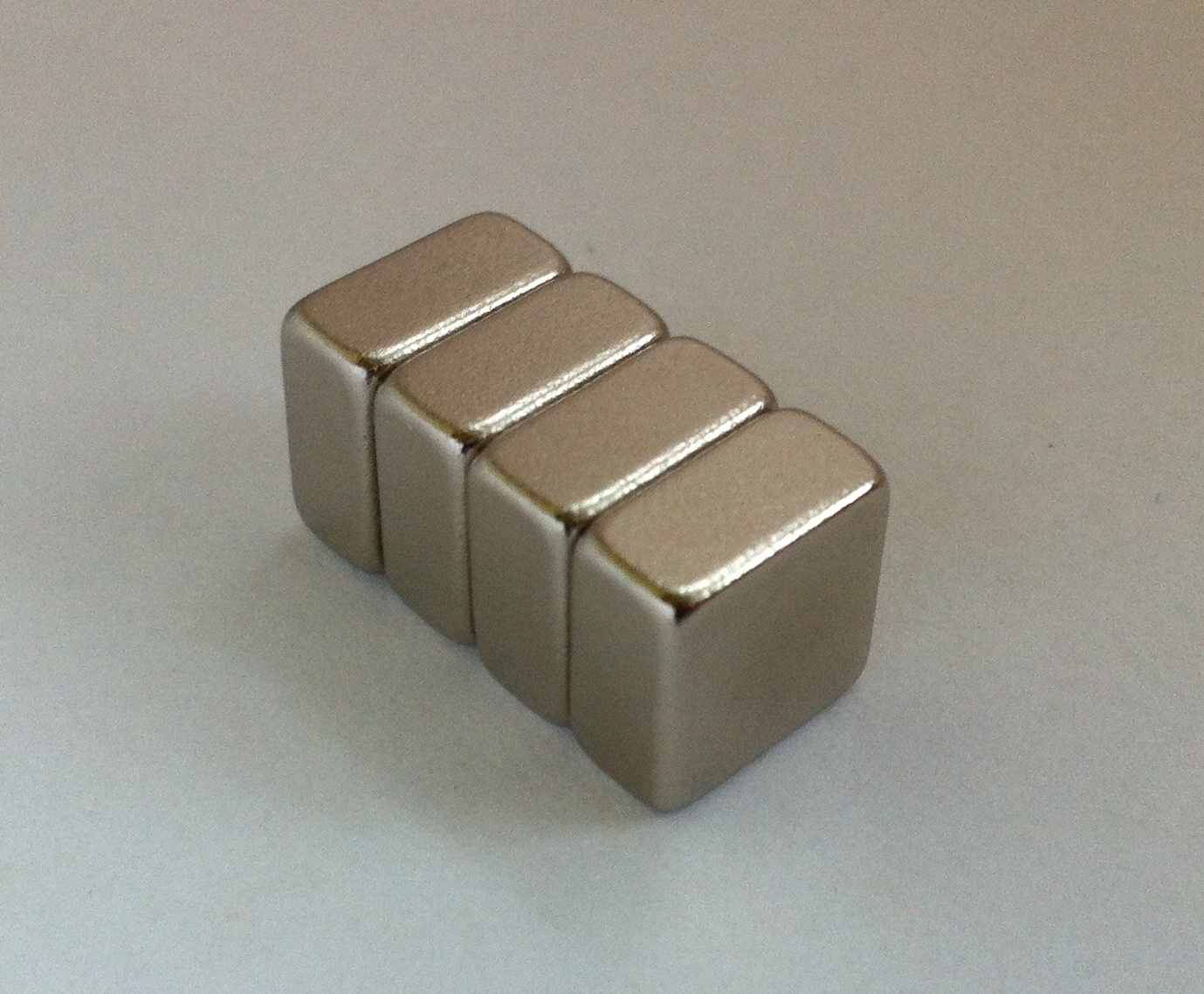
Imanes de neodimio.

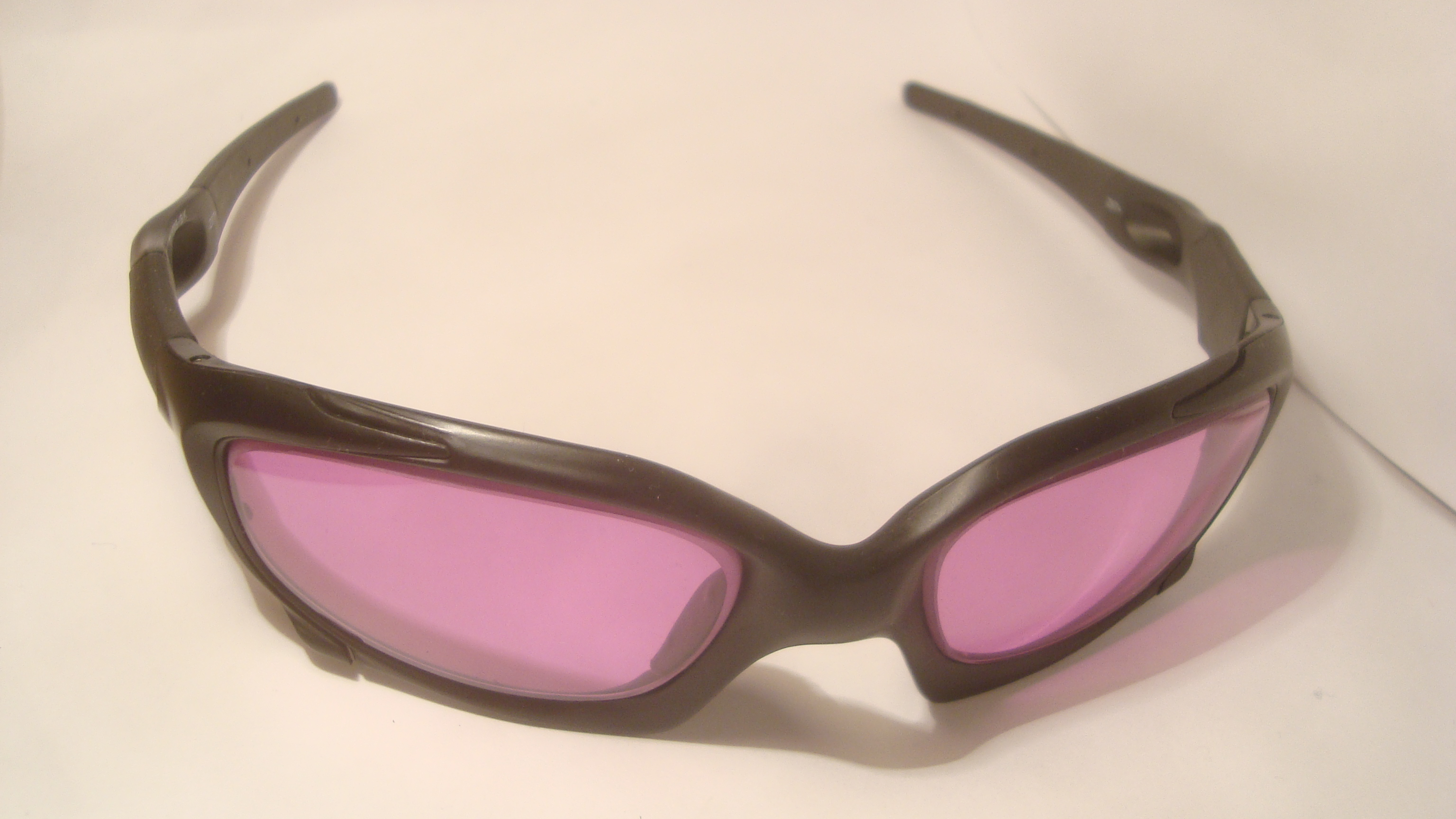
Gafas de didimio.

- Es un componente del didimio, usado para colorear cristales y la fabricación de gafas de protección para los soldadores, pues absorben la luz ámbar de la llama.

- Confiere delicados colores a los cristales que varían desde el violeta puro, hasta el gris claro. La luz transmitida a través de estos cristales presenta bandas de absorción inusualmente agudas. Estos cristales son usados por los astrónomos para calibrar unos dispositivos llamados espectrómetros y filtros de radiación infrarroja. El neodimio se utiliza también para eliminar el color verde causado por los contaminantes del hierro.

- Algunos tipos de cristal que contienen neodimio son utilizados para producir rubíes sintéticos utilizados en láser. Ciertos materiales pueden contener pequeñas concentraciones de iones de neodimio que pueden ser utilizados en los láseres de radiación infrarroja (1054-1064 nm). Algunos láseres de Nd son, por ejemplo, el Nd: YAG (cristal de itrio y aluminio) usado en odontología y medicina, Nd: YLF (fluoruro del itrio y litio), Nd: YVO (vanadato del itrio), etc.

- Es muy buen sustituto de la pintura metalizada de los coches.

- Sales de neodimio son usadas como colorantes de esmaltes.

- El neodimio se utiliza en los imanes de neodimio permanentes del tipo de Nd2Fe14B, de gran intensidad de campo. Estos imanes son más baratos y potentes que los imanes de samario-cobalto.

- Probablemente debido a la semejanza con el Ca2+, el Nd3+ fue divulgado como elemento para promover el crecimiento vegetal. Los compuestos de elementos de las tierras raras se utilizan con frecuencia en China como fertilizantes.

- Recientemente se han fabricado fonocaptores de guitarra con este material por su buen comportamiento electrónico.

- Existe, desde años, en el mercado libre por correspondencia, internet y otras presentaciones semipúblicas, mantas, colchonetas y otros artilugios que publicitan que el neodimio usado en dichos productos, a raíz de su potente efecto magnético, tienen propiedades milagrosas frente a un sinfín de dolencias. La magnetoterapia en general, y la basada en el neodimio en particular, no tiene la mínima base científica y, en ningún caso, excepto muy contadas patologías tópicas, debería ser utilizada sin consulta y prescripción facultativa. Incluso, en muchos casos sería totalmente contraproducente.[15][16][17]
- El neodimio tiene una capacidad calorífica específica inusualmente grande a temperaturas de helio líquido, por lo que es útil en enfriadores criogénicos. [18] [19]

## Precauciones
- El metal en polvo de neodimio presenta peligro de combustión y explosión.

- Es uno de los elementos químicos raros, que puede ser encontrado en las casas en equipos tales como televisores en color, auriculares tipo casco, lámparas fluorescentes y cristales. Todos los compuestos químicos raros tienen propiedades comparables.

- Raramente se encuentra en la naturaleza, ya que se da en cantidades muy pequeñas. Normalmente se encuentra solamente en dos tipos distintos de minerales. El uso del neodimio sigue aumentando, debido al hecho de que es útil para producir catalizadores y para pulir cristales.

- Es más peligroso en el ambiente de trabajo, debido al hecho de que las humedades y los gases pueden ser inhalados con el aire. Esto puede causar embolia pulmonar, especialmente durante exposiciones a largo plazo. También puede ser una amenaza para el hígado cuando se acumula en el cuerpo humano.

- Es vertido al medio ambiente en muchos lugares diferentes, principalmente por industrias productoras de petróleo. También puede entrar en el medio ambiente cuando se tiran los equipos domésticos. De este modo se acumulará gradualmente en los suelos y en las aguas subterráneas y esto llevará finalmente a incrementar la concentración en humanos, animales y partículas del suelo.

- En los animales acuáticos provoca daños a la membrana celular, lo que tiene varias influencias negativas en la reproducción y en las funciones del sistema nervioso.